# GTPBP8
GTPBP8 (англ. GTP binding protein 8 (putative)) – білок, який кодується однойменним геном, розташованим у людей на 3-й хромосомі. Довжина поліпептидного ланцюга білка становить 284 амінокислот, а молекулярна маса — 32 147.
| 10         |  | 20         |  | 30         |  | 40         |  | 50         |
| ---------- |  | ---------- |  | ---------- |  | ---------- |  | ---------- |
| MAAPGLRLGA |  | GRLFEMPAVL |  | ERLSRYNSTS |  | QAFAEVLRLP |  | KQQLRKLLYP |
| LQEVERFLAP |  | YGRQDLHLRI |  | FDPSPEDIAR |  | ADNIFTATER |  | NRIDYVSSAV |
| RIDHAPDLPR |  | PEVCFIGRSN |  | VGKSSLIKAL |  | FSLAPEVEVR |  | VSKKPGHTKK |
| MNFFKVGKHF |  | TVVDMPGYGF |  | RAPEDFVDMV |  | ETYLKERRNL |  | KRTFLLVDSV |
| VGIQKTDNIA |  | IEMCEEFALP |  | YVIVLTKIDK |  | SSKGHLLKQV |  | LQIQKFVNMK |
| TQGCFPQLFP |  | VSAVTFSGIH |  | LLRCFIASVT |  | GSLD       |  |            |

A: Аланін

C: Цистеїн

D: Аспарагінова кислота

E: Глутамінова кислота

F: Фенілаланін

G: Гліцин

H: Гістидин

I: Ізолейцин

K: Лізин

L: Лейцин

M: Метіонін

N: Аспарагін

P: Пролін

Q: Глутамін

R: Аргінін

S: Серин

T: Треонін

V: Валін

Задіяний у такому біологічному процесі, як альтернативний сплайсинг. 
Білок має сайт для зв'язування з нуклеотидами, іонами металів, ГТФ, іоном магнію. 